# هيبوليت بوشارد
هيبوليت بوشارد (بالفرنسية: Hippolyte de Bouchard)‏ هو قرصان رسمي وعسكري فرنسي وبيروفي وأرجنتيني، ولد في 15 يناير 1780 في Bormes-les-Mimosas ‏ في فرنسا، وتوفي في 4 يناير 1837 في Palpa, Peru ‏ في بيرو.